# Woollim Entertainment
Woollim Entertainment es una compañía discográfica surcoreana fundada en 2003. Es la agencia de actores, solistas y grupos de K-pop como Golden Child, Rocket Punch y Drippin. Además cuenta con Kwon Eunbi, quien formó parte del grupo Iz*One formado en Produce 48, HYBE había adquirido (Fechado el 3 de septiembre de 2024).

## Historia
Woollim Entertainment fue fundada en 2003 por Lee Jung Yeop. La sede actual se encuentra en Seonsang-dong, Seúl, Corea del Sur. El nombre de la empresa fue sugerido por Kim Dong Ryul. En junio de 2005 se convirtió en una sociedad anónima, para luego fusionarse en agosto de 2013 con SM C&C, una subsidiaria de SM Entertainment. Actualmente los artistas distribuyen sus canciones bajo Kakao Entertainment.
En junio de 2010, Woollim lanzó su primer grupo de chicos, Infinite. En 2013, la primera subunidad de Infinite fue lanzada, llamada Infinite H. En 2014, una segunda subunidad fue lanzada, llamada Infinite F.
El 12 de noviembre de 2014, Woolim lanzó su primer grupo de chicas, llamado Lovelyz.
Woollim lanzó su segundo grupos de chicos, Golden Child, en agosto de 2017, siete años después del debut de Infinite.
En agosto de 2019, Woollim lanzó Rocket Punch, su segundo grupo de chicas.
En octubre de 2020, Woollim lanzó Drippìn', su tercer grupo de chicos.

## Artistas

### Grupos
- Golden Child (2017)
- Rocket Punch (2019)
- Drippin (2020)

### Solistas
- Lee Su-jeong (2011)
- Kwon Eunbi (2021)

### Grupos Colaborativos
- Toheart (2014)

### Actores y Actrices
- Lee Jae Ahn (2017)
- Byun Jun Seok (2017)
- Choi Bomin (2019)

## Artistas pasados
- Epik High (2003-2010)
- Nell (2006-2016)
- Jisun (2009-2017)
- Lee Young Yoo (2016-2017)
- Hoya (2010-2017)[10]
- Kim Min Seok (2014-2017)
- Infinite (2010–2022)
  - L (2010-2019)
  - Hoya (2010–2017)
  - Sungkyu (2010–2021)
  - Dongwoo (2010–2021)
  - Sungyeol (2010–2021)
  - Sungjong (2010–2022)
  - Woohyun (2010–2022)
- Oh Hyun-min
- Joo (2015–2020)
- Lovelyz (2014–2021)
  - Jiae (2014–2021)
  - Jisoo (2014–2021)
  - Mijoo (2014–2021)
  - Kei (2014–2021)
  - Jin (2014–2021)
  - Sujeong (2014–2021)
  - Yein (2014–2021)
- Kim Chae-won (2018–2021)

## Unión conSM Entertainment
SM C&C, una filial de SM Entertainment, se fusionó con Woollim Entertainment en 2013, pasando a denominarse "Woollim Label". SM Entertainment afimó que se hará cargo de la distribución internacional de la música de los artistas de Woollim Label y de negocios adicionales, mientras que SM C&C manejará la parte del negocio del sello. Un empleado de alto rango de Woollim confirmó para la agencia de noticias Sports Korea que “La música de Woollim no cambiará, y seguirá buscando nueva música y retos y mantendrá su originalidad, ya que será gestionada de manera individual incluso después de la fusión y adquisición”.